# Lupinus viduus
Lupinus viduus är en ärtväxtart som beskrevs av Charles Piper Smith. Lupinus viduus ingår i släktet lupiner, och familjen ärtväxter. Inga underarter finns listade i Catalogue of Life.